# Джовиано Чепанико
Джовиано Чепанико (итал. Gioviano Cepanico; VIII век) — четвёртый военный магистр Венеции (741 год).
Был назначен после того, как истёк срок полномочий предыдущего военного магистра, Теодато Ипато, сына убитого в 737 году дожа Орсо Ипато. Возможно, что занять эту должность Джованни Чепанико помог равеннский экзарх Евтихий, после захвата Равенны лангобардами вынужденный бежать из города в Венецию. Когда Равенну удалось отвоевать, экзарх вернулся в родной город.